# Província de Oropeza

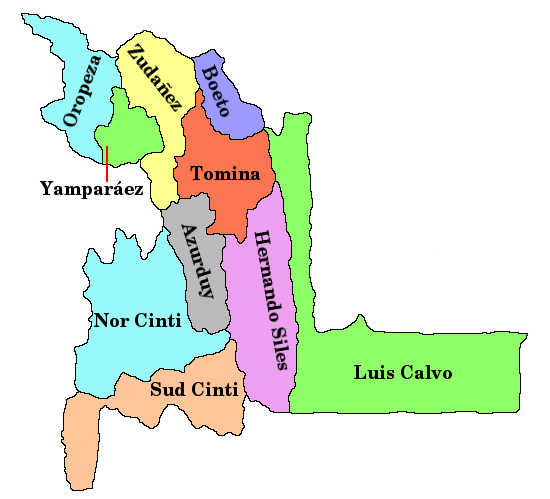
Les províncies del Departament de Chuquisaca

La província d'Oropeza és una de les 10 províncies del Departament de Chuquisaca a Bolívia. La seva capital és Sucre.